# シノファイル
シノファイル（英: Sinophile、仏: Sinophilie、中国贔屓）は中国の各種文化（中華文化）や人物を好む趣味を持つ人である。中国語では「親華派」と表記されるが、日本語の「親華派」とは異なり「中華民国に友好的な人物」という意味を持っていない。
日本語での一般的な表現は中国愛好家。